# Adivine su vida
Adivine su vida va ser un concurs de televisió, emès per TVE en la temporada 1960-1961.

## Mecànica
Versió espanyola del concurs estatunidenc What's My Line?, emès per la cadena CBS entre 1950 i 1975, els concursants, amb els ulls embenats, havien d'endevinar la professió d'un personatge a través de les 18 preguntes que li formulaven i a les quals només podia respondre amb un simple sí o no. En cas de no encertar, es realitzava una anomenada a un teleespectador, que prèviament hagués escrit sol·licitant la seva participació, perquè tingués opció a endevinar l'enigma. El seu premi consistia en 18.000 pessetes.

## Equip
El programa, patrocinat per la marca Nescafé, va comptar amb els guions i la producció de Federico Gallo Lacárcel. La presentació va ser a càrrec de Estanis González, sent el moderador Juan Felipe Vila San Juan. Entre l'equip de col·laboradors hi havia Luis Miravitlles Torras, Manuel del Arco i José María García Gastón.